# Michael Rohde (Komponist)
Michael Rohde (* um 1681 in Stettin; † kurz vor dem 11. April 1732 ebenda) war ein deutscher Organist und Komponist.

## Leben
Rohde war Schüler des Organisten der Stettiner Marienkirche Caspar Beyer († 1706) sowie des Organisten der Jakobikirche Friedrich Gottlieb Klingenberg (um 1660–1720). Nach Beyers Tod 1706 bewarb er sich als dessen Nachfolger. Da er nicht gewillt war, Beyers älteste Tochter zu heiraten, willigte er ein, dessen fünf Kindern ein „Gnadenjahr“, also die materielle Versorgung für ein Jahr zu gewährleisten. Am 14. April trat Rohde den Organistendienst an St. Marien an; ab 1714 übernahm er zusätzlich die Organistenstelle an der St.-Peter-und-Paul-Kirche. Nachfolger in beiden Organistenämtern wurde sein Schüler Christian Michael Wolff (um 1707/09–1789).
Rohdes kompositorisches Werk besteht aus geistlichen und weltlichen Kantaten und „Gelegenheitsmusiken“ überwiegend für Hochzeiten und Trauerfeiern. Rohdes Kompositionen sind – abgesehen von zeitgenössischen Drucken von Hochzeitsarien – ausschließlich in Abschriften seines Schülers Gottfried Lindemann († 1741) überliefert. Lindemanns Nachlass befindet sich heute in der „Sammlung Wenster“ der schwedischen Universitetsbiblioteket Lund.

## Werke
- 5 Kantaten für Sopran-Solo:
  - Jesu, Jesu mein Regierer (1714) RISM ID: 190003134
  - Nichts und eitel (1715) RISM ID: 190003142
  - Jesus kloeffet an (1715) RISM ID: 190003138
  - Jesus, Jesus ist der Nahme (1715) RISM ID: 190003137
  - Auff Mein Hertze reiß die bande RISM ID: 190003127, RISM ID: 190003128
- 2 Kantaten für Alt-Solo:
  - Jesu komm doch selbst zu mir (1714) RISM ID: 190003135
  - Eyteilkeit, zu guter Nacht (Aria funebris 1714) RISM ID: 190003131
- 1 Kantate für Tenor-Solo:
  - Jesus ist mein Aufenthalt (30. Januar 1717) RISM ID: 190003136
- 3 Kantaten für Bass-Solo:
  - Ich will euch tragen biß ins Alter (27. Januar 1717) RISM ID: 190003132
  - Komm du wehrster Geist der Freuden (Pfingsten 1715) RISM ID: 190003139
  - Kommet her zu mir all die ihr mühseelig (1714) RISM ID: 190003140
- 1 Kantate für Sopran- und Bass-Solo
  - Ihr müden Seelen kommt zu mir (15. April 1717) RISM ID: 190003133
- Begräbniskantate
  - Meine Tochter, kehre um für Sopran- und Alt-Solo und zweistimmigen Männerchor (1714) RISM ID: 190003141
- 4 Kantaten dreistimmig für Alt, Tenor und Bass
  - Drey, und doch nur eines seyn (1715) RISM ID: 190003130
  - Nun aber bleibet Glaube RISM ID: 190003143
  - Seyd dankbahr in allen Dingen RISM ID: 190003144
  - Befiehl dem Herrn deine Wege RISM ID: 190003129
- 23 gedruckte Hochzeitsarien aus den Jahren 1706 bis 1722